# Сомалилендский технологический университет
Сомалилендский технологический университет (англ. Somaliland University of Technology) (SUTECH), сомал. Jaamacadda Teknolojiyada Somaliland) — один из университетов Сомалиленда.

## История
Сомалиленд, провозгласивший независимость после падения сомалийского военного диктатора Сиада Барре в 1991 году, в значительной степени опирался на свою диаспору в строительстве высших учебных заведений. Университет был основан в 2000 году в Харгейсе как небольшое некоммерческое учебное заведение доктором наук Саидом Шейхом Мохаммедом. Ранее был известен как Колледж прикладных искусств и технологий Харгейса (КПИТ). Будучи специализированным университетом, он развивается в ответ на общественный спрос на конкретные навыки. Однако длительная гражданская война не способствует его развитию. По мнению президента университета, для развития данного высшего учебного заведения необходима международная помощь, поскольку испытывается существенная нехватка в квалифицированных кадрах.
Сомалилендский технологический университет расположен на территории кампуса площадью 20 гектаров, подаренной доктором Мохаммедом. Строительство здания финансировалось Исламским банком развития, базирующимся в Джидде, Саудовская Аравия. Стройка была закончена в 2007 году.
Университет имеет два соглашения о партнерстве с Университетом Хартума и Ахфадским университетом для женщин в Судане.
СУТЕХ подписал соглашение о сотрудничестве с тремя африканскими университетами. Четыре университета согласились работать вместе в качестве полноправных партнёров в рамках Академической программы ACP, финансируемой ЕС. Главной целью этой программы является развитие и/или усовершенствование программ аспирантуры каждого университета, а также обмен сотрудниками, преподавателями и студентами.

## Факультеты и институты
Университет состоит из следующих факультетов и институтов:
- Факультет инженерии и архитектуры
- Институт глобальных исследований
- Факультет ИКТ и компьютерных наук
- Факультет экономики и делового администрирования
- Факультет смежных наук
- Факультет естественных наук
- Факультет экологических исследований
- Факультет социальных наук
- Колледж профессиональных наук и альтернативных исследований Харгейсы:
  - Программа специалиста по бухгалтерскому учёту
  - Делопроизводство
  - Расширение возможностей сельского хозяйства
  - Расширение прав и возможностей женщин

Есть два независимых центра, которые тесно сотрудничают с различными факультетами:
- Школа иностранных языков
- Программа получения диплома о среднем образовании